# Сен-Пьер-а-Арн
Сен-Пьер-а-Арн (фр. Saint-Pierre-à-Arnes) — коммуна во Франции, находится в регионе Шампань — Арденны. Департамент коммуны — Арденны. Входит в состав кантона Машо. Округ коммуны — Вузье.
Код INSEE коммуны — 08393.
Коммуна расположена приблизительно в 165 км к востоку от Парижа, в 39 км севернее Шалон-ан-Шампани, в 60 км к югу от Шарлевиль-Мезьера.

## Население
Население коммуны на 2008 год составляло 66 человек.
| 1962 | 1968 | 1975 | 1982 | 1990 | 1999 | 2008 |
| ---- | ---- | ---- | ---- | ---- | ---- | ---- |
| 82   | 86   | 77   | 74   | 78   | 69   | 66   |

## Администрация
| Период | Период | Фамилия        | Партия | Должность |
| ------ | ------ | -------------- | ------ | --------- |
| 2001   | 2008   | Франсуа Шульц  |        | фермер    |
| 2008   |        | Жан-Поль Майяр |        |           |

## Экономика

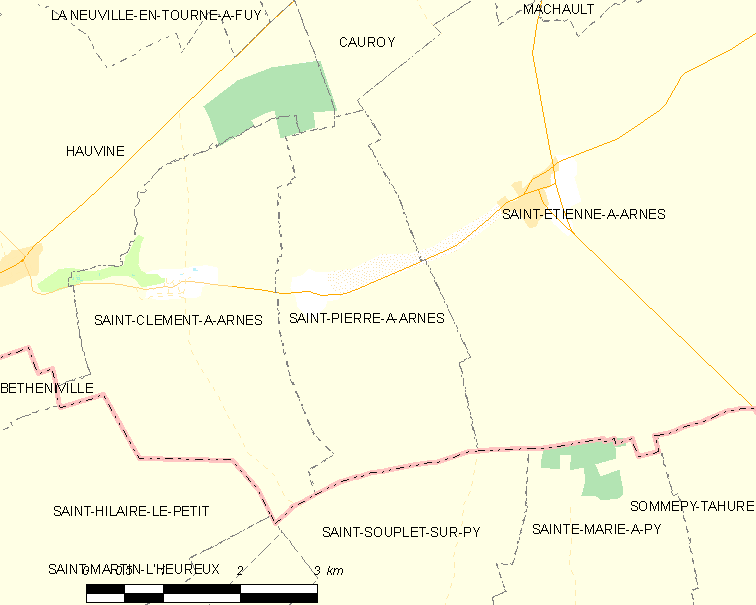
Карта коммуны

В 2007 году среди 49 человек в трудоспособном возрасте (15—64 лет) 38 были экономически активными, 11 — неактивными (показатель активности — 77,6 %, в 1999 году было 61,4 %). Из 38 активных работали 36 человек (19 мужчин и 17 женщин), безработных было 2 (1 мужчина и 1 женщина). Среди 11 неактивных 2 человека были учениками или студентами, 3 — пенсионерами, 6 были неактивными по другим причинам.